# Phelister luculentus
Phelister luculentus är en skalbaggsart som beskrevs av Heinrich Bickhardt 1917. Phelister luculentus ingår i släktet Phelister och familjen stumpbaggar. Inga underarter finns listade i Catalogue of Life.